# 阿斯皮斯海姆
阿斯皮斯海姆是德国莱茵兰-普法尔茨州的一个市镇。总面积5.81平方公里，总人口907人，其中男性440人，女性467人（2011年12月31日），人口密度156人/平方公里。